# IV (album The Lookouts)
IV to czwarty, ostatni album w historii zespołu muzycznego The Lookouts. Jest to zarazem drugie EP w dyskografii tej grupy. Materiał na płytę został nagrany 10 lipca 1990 roku w kalifornijskim studiu Art of Ears, natomiast sam album został wydany w lutym 1991 roku, w formacie siedmiocalowej płyty winylowej, przez wytwórnię Lookout! Records.
Na płycie udzielił się także Billie Joe Armstrong, wokalista i gitarzysta zespołu Green Day. Zagrał on na gitarze w utworach "Agape", "Out My Door", oraz "Story"; na dwóch ostatnich zaśpiewał także chórki.
Nakład albumu jest już obecnie wyczerpany.

## Lista utworów
Strona A
1. "Story" - 1:56
2. "Dying" - 1:40

Strona B
1. "Agape" - 2:14
2. "Out My Door" - 1:47

## Wykonali
- Lawrence Livermore - gitara, śpiew
- Kain Kong - gitara basowa, śpiew towarzyszący
- Tré Cool - perkusja, śpiew towarzyszący
- Billie Joe Armstrong - gitara w utworach "Story", "Agape", "Out My Door"; śpiew towarzyszący w utworach "Story", "Out My Door"